# Atakapa

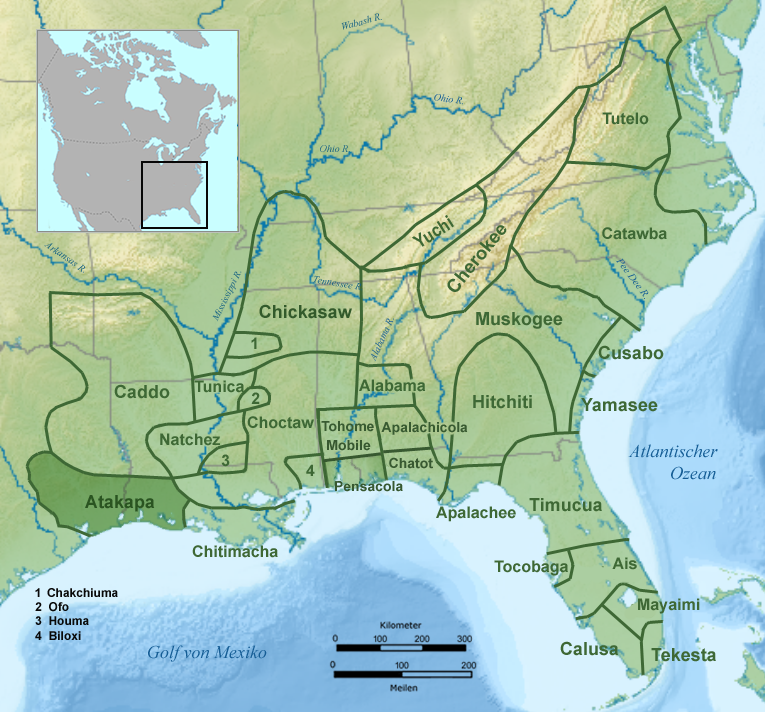
Stammesgebiet der Atakapa im 17. Jahrhundert

Die Atakapa (auch: Atacapa, Attakapa, Attacapa; Choctaw-Sprache: Hatak Upa – „Kannibale“, da sie insbesondere in Kriegszeiten rituellen Kannibalismus praktizierten) bzw. Eigenname Icāk / Ishak – „Volk/Menschen“, sind Angehörige eines nordamerikanischen Indianerstammes, dessen Sprache als isoliert gilt und bisher keiner anderen Sprache zugeordnet werden konnte. Sie lebten an der Nordküste des Golfes von Mexiko westlich des Mississippi-Deltas in den heutigen US-Bundesstaaten Louisiana und Texas.
Die „Atakapa-Ishak“ sind heute weder auf Bundesebene (Federal Recognition) noch auf Bundesstaatsebene (State Recognition) als Stamm anerkannt, jedoch sind ihre Nachfahren jeweils Teil mehrerer bundesstaatlich und staatlich anerkannter Stämme.

## Stammesgebiete
Die „Atakapa-Ishak“ werden in zwei große regionale Gruppen unterteilt; den „Östlichen Atakapa“ (Eigenbezeichnung: Hiyekiti Ishak – „Volk des Sonnenaufgangs, d. h. Volk im Osten“) im Südwesten von Louisiana und den „Westlichen Atakapa“ (Eigenbezeichnung: Hikike Ishak – „Volk des Sonnenuntergangs“, d. h. „Volk im Westen“) im Südosten von Texas:
Die „Östlichen Atakapa (Hiyekiti Ishak)“ lebten in den heutigen Acadiana Parishes im Südwesten von Louisiana in drei großen regionalen Bands:
- der Ciwāt bzw. Alligator Band (entlang des Vermilion Rivers und der Vermilion Bay, einem Inlet des Golfes von Mexiko, im südwestlichen Iberia Parish und südöstlichen Vermilion Parish. Der Alligator war für diese Band von großer Bedeutung. Sie verzehrten nicht nur sein Fleisch, sondern verwendeten sein Öl zum Kochen und zur Behandlung leichter Arthritis- und Ekzemen sowie die Schuppen als Pfeilspitzen.)
- der Otse, Teche Band bzw. Snake Band (in den Prärien und Küstenmarschen im Einzugsgebiet des Mermentau River sowie der Bayous namens Bayou Nezpique, Bayou des Cannes und Bayou Plaquemine Brule mit den Süßwasserseen Grand Lake und White Lake sowie am Bayou Teche um St. Martinville (früher Poste des Atakapas/Attakapas Post genannt) im St. Martin Parish, Lafayette Parish, St. Landry Parish, St. Mary Parish, Acadia Parish, und Evangeline Parish im Süden Louisianas. Sie sind nach der Schlange benannt, die den gewundenen und sich windenden Lauf des Bayou Teche symbolisiert.) und
- der Tsikip Band bzw. Heron Band oder Appalousa (Opelousa) Band (ursprünglich zwischen dem Atchafalaya River und Sabine River im Grenzgebiet zwischen Texas und Louisiana. Als 1760 Kinemo, ein Häuptling der „Östlichen Atakapa“ das Stammesland zwischen dem Vermilion River und dem Bayou Teche an den Franzosen Gabriel Fuselier de la Claire verkaufte, überfiel die über den Verkauf des Gemeinschaftslands wütende „Tsikip (Appalousa) Band“ die „Otse (Teche) Band“ und rottete diese aus; ihre Stammesgebiete konzentrierten sich nun auf das Gebiet um die nach ihnen benannte Stadt Opelousas, in den Prärien im St. Landry Parish und umfassten nun auch Bayou Teche um St. Martinville im St. Martin Parish. Sie nannten sich Tsikip (Heron) – „Reiher“ oder Appalousa (Opelousa) – „schwarz[gefärbtes] Bein“, da sie ihre Unterschenkel und Füße bei Trauerzeremonien schwarz färbten und damit die langen schwarzen Beine des Reihers nachahmten.)

Die „Westlichen Atakapa (Hikike Ishak)“ lebten im Südosten von Texas und bestanden aus insgesamt sieben großen regionalen Bands:
- der eigentl. Atakapa unterteilten sich nochmals in drei Bands:
  - der Katkoc Band bzw. Eagle Band oder Calcasieu Band (ihr Name als „Katkoc (Eagle) Band“ rührt von den Adlern in der Gegend her, zudem oftmals als „Calcasieu Band“ bezeichnet, da sie entlang des Calcasieu River zwischen dem Calcasieu Lake im Südwesten Louisianas und dem Sabine Lake an der Grenze zwischen Louisiana und Texas lebten.)
  - der Red Bird Band (lebten in den Prärien und Küstengebieten des heutigen Cameron Parish im Südwesten Louisianas und wurden durch den Rotkardinal (Red Bird) repräsentiert.)
  - der Niāl Band bzw. Panther Band (lebten in den Gebieten um den Sabine River im Südosten von Texas und hatten den Panther als Totemtier.)
- der Deadose Band (ursprünglich eine Gruppe der Bidai, die sich im frühen 18. Jahrhundert abspaltete, lebten nördlich der anderen Bidai zwischen dem Zusammenfluss von Angelina River und Neches River und dem oberen Ende der Galveston Bay in Ost-Zentral-Texas. Um 1720 zogen sie nach Westen zwischen den Brazos und Trinity River; später ließen sie sich in der Nähe von Missionen am San Gabriel River (zusammen mit Bidai und Akokisa/Orcoquiza) im Texas Hill Country nieder. Zwischen 1749 und 1751 versammelten sie sich (zusammen mit Akokisa/Orcoquiza, Bidai und Patiri) in der kurzlebigen San Ildefonso Mission nahe der Mündung des Brushy Creek; einige ließen sich in der Nähe der Alamo Mission in San Antonio nieder. In der zweiten Hälfte des 18. Jahrhunderts waren die Deadose eng mit Tonkawa-Gruppen (Ervipiame, Mayeye und Yojuane) verbunden. Aufgrund der hohen Sterblichkeit durch Masern- und Pockenepidemien schlossen sich die Überlebenden den verwandten Bidai, Akokisa/Orcoquiza und Tonkawa an und hatten Ende des 18. Jahrhunderts ihre eigene Stammesidentität verloren.)
- der Quasmigdo Band bzw. besser bekannt als Bidai Band (auch: Beadeye, Bedias, Biday, Viday, ein Name aus der Caddo-Sprache, der „Gestrüpp/Unterholz“ bedeutet, siedelten am Bedias Creek zwischen Brazos River und Neches River in Texas, ab ca. 1770 etablierten sich die „Westlichen Atakapa (Hikike Ishak)“ („eigentl.“ Atakapa, Deadose, Bidai und Akokisa/Orcoquiza) als Zwischenhändler für französische Siedler und Händler – die den Spaniern feindlich gesinnt waren – für einen illegalen Tauschhandel mit Lipan Apache Bands (Kúne tsá/Konitsaii Ndé) im Südosten/westen von Texas sowie im Nordosten Mexikos (Nuevo León und Tamaulipas). Die Lipan Apache Bands bekamen durch die „Atakapa-Ishak“ französische Gewehre und Munition für ihren Kampf gegen Spanier und Comanchen – die Lipan „zahlten“ hierfür mit in Texas und Mexiko erbeuteten Vieh, Pferden und Menschen (Spanier und Indianer). 1776–77 verloren die Bidai in einer Epidemie ca. 50 Prozent ihrer Bevölkerung, ca. 1820 gab es nur noch einige wenige Gruppen. Manche schlossen sich den Akokisa/Orcoquiza und Tonkawa an, andere den Koasati, eine weitere Gruppe schloss sich 1854 den Caddo in der Brazos Indian Reservation an.)
- der Patiri Band bzw. Petaros Band (lebten nördlich des San Jacinto River und westlich vom Trinity River zwischen den Bidai im Norden und den Akokisa/Orcoquiza im Süden im Gebiet zwischen den heutigen Städten Houston und Huntsville. Demnach lebten sie in den Piney Woods von Osttexas. Es ist wenig über sie bekannt; vielleicht waren sie eine südliche Gruppe der Bidai.)
- der Tlacopsel/Acopsel Band bzw. Lacopspel Band (man nimmt an, dass sie im selben Gebiet lebten wie die verwandten Bidai und Deadose. Die Lage ihrer Siedlungen im Südosten von Texas ist unbekannt. Sie sind nur aus spanischen Dokumenten des 18. Jahrhunderts bekannt, in denen sie erwähnt werden, weil sie von den Spaniern Missionen in Ost-Zentral-Texa erbaten.)
- der Akokisa/Arkokisa bzw. Orcoquiza Band („Fluss Volk“, westlichste „Atakapa-Ishak“ Band, lebten Mitte des 18. Jahrhunderts in fünf Dörfern entlang des Unterlaufs des Trinity River und des San Jacinto River sowie an der Ostküste der Galveston Bay im heutigen Texas. Im Jahr 1805 wurde berichtet, dass die Akokisa/Orcoquiza auf zwei Dörfer reduziert waren – ein Küstendorf lag zwischen dem Sabine und Neches River, das andere lag auf der Westseite des Colorado River.)[1].

## Kultur und Lebensweise
Wie bei den anderen Stämmen in der Region gehörten die Vorfahren der „Atakapa-Ishak“ wahrscheinlich zur Mississippi-Kultur. Sie waren mit Sicherheit auch Moundbauer, wie aus archäologischen Funden hervorgeht. Etwas außerhalb eines zentralen Platzes lagen die konischen, oft versenkt angelegten Wohnhäuser. Diese bestanden aus in den Boden gerammten biegsamen Pfosten, die mit Flechtwerk aus Zweigen verbunden waren. Schließlich wurden die Wände innen und außen mit Lehm bestrichen und erhielten im Inneren zusätzlich eine Verkleidung aus Matten.
Fische, Muscheln, Wild-Geflügel, sowie wilde Pflanzen gehörten überwiegend zur Ernährung der „Atakapa-Ishak“. Sie benutzten zahlreiche Jagdwaffen, wie Speere, Blasrohre, Pfeil und Bogen und zum Fischfang gab es Netze, Angelhaken aus Knochen und Fischwehre. Die „Atakapa-Ishak“ rieben sich Alligator-Öl zum Schutz vor Sonnenbrand und Moskitos auf die Haut. Zur Bisonjagd zogen sie nach Norden auf die Prärie im Landesinneren. Sie sammelten Nüsse, Beeren, wilde Weintrauben, Wurzeln und wilden Honig. Als Teil eines Handelsnetzes tauschten die „Atakapa-Ishak“ getrockneten Fisch, Haizähne und Federn gegen Feuersteine, Keramik und Tierhäute, sowie Reet, Binsen und getrocknetes Moos, das für die Herstellung von Matten und Körben benötigt wurde. Im Sommer trugen die „Atakapa-Ishak“-Männer nur minimale Kleidung, wie Lendenschurze, die im Winter gegen lange Hosen getauscht wurden. Üblich waren symbolische Verzierungen, wie Tätowierung und Schnitte an der Nase und in der Haut bei älteren Leuten.
Es gibt zwei Schöpfungsmythen: Eine davon besagt, dass ihr Volk aus einem Ozean voller großer Austernmuscheln stammt; die andere berichtet, sie seien wegen einer Sturmflut auf den Bergspitzen abgelegt worden. Die „Atakapa-Ishak“ galten wie die benachbarten Karankawa als Kannibalen; es wurde ihnen der Glaube nachgesagt, dass diejenigen Menschen, die von anderen Menschen gegessen würden, kein Leben nach dem Tode hätten.

## Geschichte
Núñez Cabeza de Vaca und weitere Spanier aus der Expedition des Pánfilo de Narváez von 1528, die aufgrund eines Schiffsunglücks an der Texasküste gerettet wurden, lebten dort unter Indianern, die Cabeza de Vaca Han nannte, vermutlich jedoch „Atakapa-Ishak“ oder Karankawa aus der gleichen Gegend waren. Die Spanier wurden zunächst freundlich empfangen, was sich aber änderte, als es um den Besitz von Lebensmitteln und den Ausbruch von europäischen Krankheiten ging. Seit der Ankunft der Europäer sank die Bevölkerungszahl der „Atakapa-Ishak“ erheblich.
Zwei Jahrhunderte später, im Jahr 1721, fing der französische Entdecker Jean-Baptiste Bénard de La Harpe einige „Atakapa-Ishak“ und brachte sie nach New Orleans und 1729 halfen Krieger der „Atakapa-Ishak“ den Natchez bei deren Krieg gegen die Franzosen. Andere „Atakapa-Ishak“ wiederum kämpften als Hilfskräfte für die Franzosen. In der Mitte des 18. Jahrhunderts errichteten die Spanier eine Anzahl von Missionen bei den Stämmen in Texas. 1779 unterstützten die „Östlichen Atakapa (Hiyekiti Ishak)“ die Spanier im Krieg gegen die Briten. Im frühen neunzehnten Jahrhundert kamen französische Kreolen nach Louisiana und verdrängten die dort lebenden Ureinwohner. Zahlreiche Angehörige der „Östlichen Atakapa (Hiyekiti Ishak)“ sowie auch manche „Atakapa-Ishak“ in Texas, suchten Zuflucht bei anderen Stämmen. Dem Anthropologen John Reed Swanton folgend gab es 1698 3.500 und um 1805 nur noch 175 Stammesangehörige in Louisiana. 1908 waren nur 9 Nachkommen bekannt. Dieser Niedergang ist mit Sicherheit eine Folge von Europäern eingeschleppten Krankheiten und wurde weniger durch ständige Kriege gegen die Siedler verursacht. Im Jahr 1932 wurde vom Smithsonian Institute ein Wörterbuch der Sprache der „Atakapa-Ishak“ veröffentlicht. Daraufhin meldeten sich Angehörige anderer Stämme, die sich selbst als Nachkommen der „Atakapa-Ishak“ bezeichneten. Einige von ihnen werden zu den Entwicklern der Zydeco Musik gezählt.

## Heutige Situation
Die Nachfahren der „Atakapa-Ishak“ sind heute als Teilstämme bei mehreren seitens Louisiana staatlich anerkannten Stämmen (State recognition) zu finden:
- die sog. „BCCM Tribes“ (Zusammenschluss aus drei separat staatlich anerkannten Bands: Bayou Lafourche Band of Biloxi-Chitimacha Indians, Grand Caillou/Dulac Band of Biloxi-Chitimacha Indians und Isle de Jean Charles Band of Biloxi-Chitimacha Indians, bestehen aus Nachfahren der Biloxi, Chitimacha, Choctaw, Acolapissa und „Atakapa-Ishak“; die meisten Angehörigen dieser drei Bands identifizieren sich heute meist als „Biloxi-Chitimacha“.)
- Pointe-au-Chien Indian Tribe (die ca. 680 Stammesmitglieder im Süden des Terrebonne Parish und Lafourche Parish entlang der Bayou Pointe-au-Chie bestehen aus Nachfahren der Acolapissa, „Atakapa-Ishak“, Biloxi und „Chawasha Band“ und „Washa Band“ der Chitimacha sowie Bayougoula und Houma; die Angehörigen identifizieren sich heute meist als „Chitimacha“ oder „Houma“.)
- Choctaw-Apache Tribe of Ebarb (auch: Choctaw-Apache Community of Ebarb, bestehen zumeist aus Choctaw und Lipan Apache Bands sowie Nachfahren von Adai, Comanche, „Atakapa-Ishak“ (Bidai Band und Appalousa/Opelousa Band), Wichita, Yscani/Waco sowie Stämmen der spanischen Missionen in Osttexas sowie im Norden Mexikos (Soule 1995), mit ca. 1.800 Mitgliedern der größte staatlich anerkannte Stamm Louisianias.)[4]

Vermutlich gibt es ebenfalls noch einige Angehörige mit „Atakapa-Ishak“-Vorfahren unter den folgenden auf Bundesebene (Federal Recognition) anerkannten Stämmen:
- United Houma Nation (da alle in Louisiana staatlich anerkannten Stämme sich einst von der „United Houma Nation“ abspalteten, sind unter diesen vermutlich auch „Atakapa-Ishak“ zu finden.)
- Alabama-Coushatta Tribe of Texas
- Coushatta Tribe of Louisiana
- Caddo Nation (Überlebende der „Westlichen Atakapa (Hikike Ishak)“ hatten sich den Caddo-Stämmen angeschlossen und waren mit diesen zusammen nach Oklahoma gezogen, haben jedoch zwischenzeitlich ihre separate Identität verloren.)

Zudem bemühen sich seit 2006 ca. 450 „Atakapa-Ishak“ als Atakapa Ishak Nation mit Zentrum um Lake Charles um bundesstaatliche und staatlicher Anerkennung in Texas und Louisiana als Stamm – jedoch hat Louisiana die Anerkennung bereits abgelehnt und laut BIA gilt das Anerkennungsverfahren auf Bundesebene als „ruhend“ und nicht abschließend geklärt, da es aktuell mehrere Splittergruppen der „Atakapa-Ishak Nation“ gibt und somit für die Bundesbehörden keinen rechtmäßigen Ansprechpartner gibt. Sie wurden 2008 jedoch als gemeinnützige 501(c) organization Cultural, Ethnic Awareness (A23) anerkannt.
Ein Teilstück des U.S.-Highway 190 zwischen dem Sabine River und dem Ort DeRidder in Louisiana wird heute als Atakappa Coushatta Trace (Atakappa Coushatta Route) bezeichnet, weil es sich um einen ehemaligen Fuß- und Wanderweg des Stammes in ihrem Wohngebiet handelt.